# Окамвіль (Тарн і Гаронна)
Окамві́ль (фр. Aucamville) — муніципалітет у Франції, у регіоні Окситанія, департамент Тарн і Гаронна. Населення — 1541 особа (01.01.2021).
Муніципалітет розташований на відстані близько 570 км на південь від Парижа, 29 км на північний захід від Тулузи, 27 км на південний захід від Монтобана.

## Пам'ятки

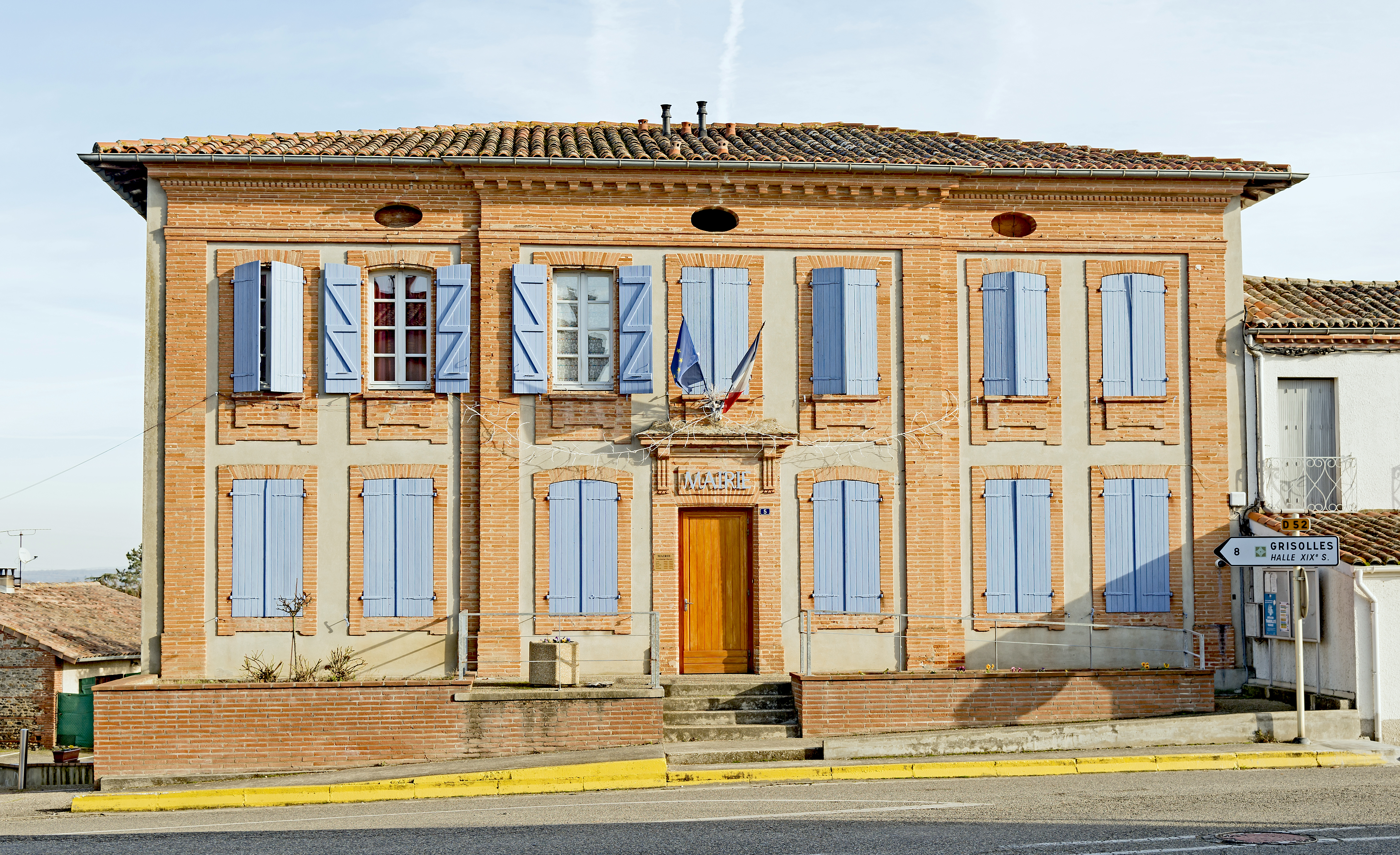
Ратуша.
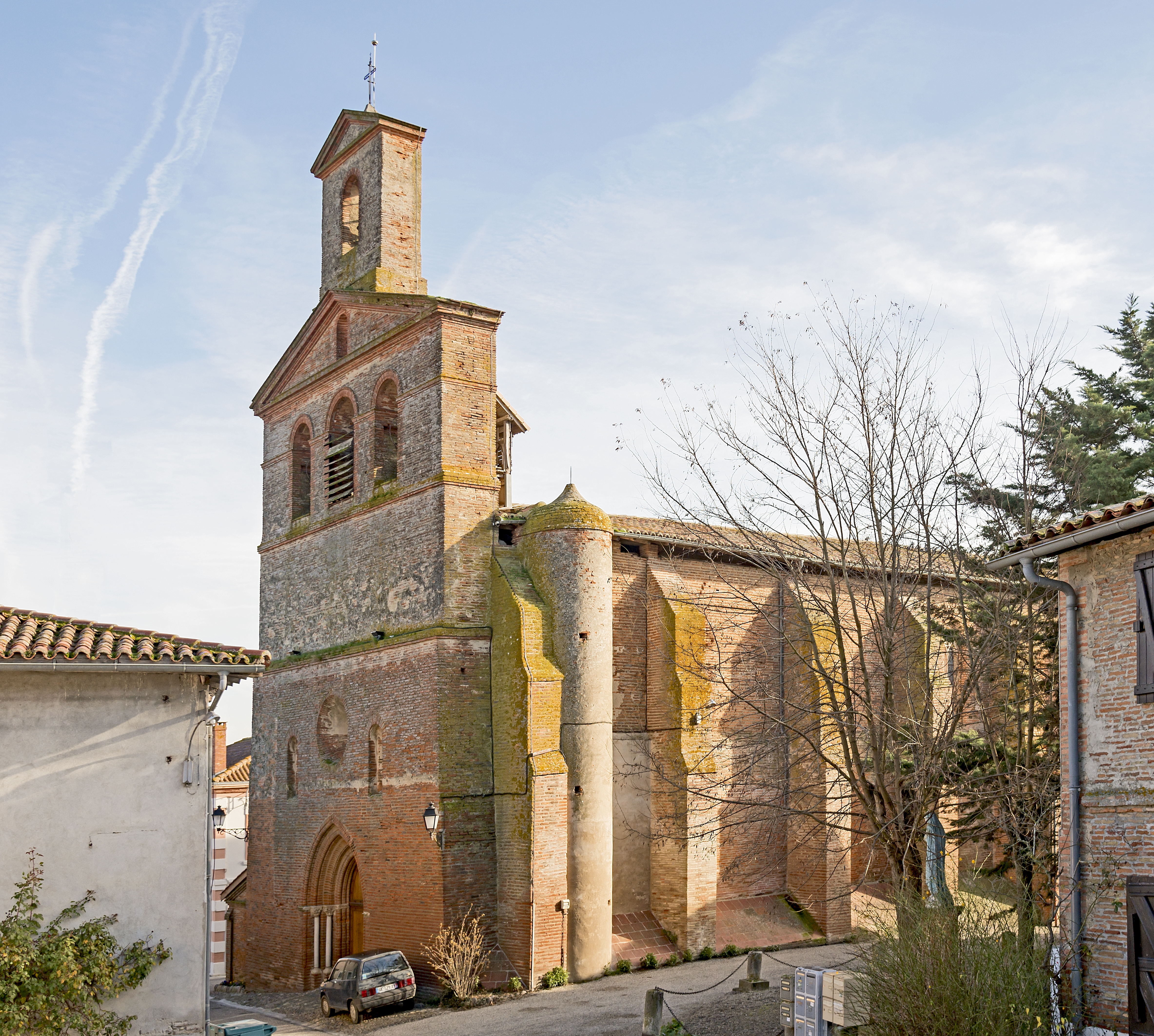
Церква.

## Історія
До 2015 року муніципалітет перебував у складі регіону Південь-Піренеї. Від 1 січня 2016 року належить до нового об'єднаного регіону Окситанія.

## Демографія
Динаміка населення (INSEE ):
Розподіл населення за віком та статтю (2006):
| Стать | Всього | До 15 років | 15-24 | 25-44 | 45-64 | 65-85 | Понад 85 |
| --- | ------ | ----------- | ----- | ----- | ----- | ----- | -------- |
| Чоловіки | 476    | 105         | 28    | 153   | 106   | 84    | 0        |
| Жінки | 410    | 83          | 43    | 114   | 106   | 52    | 12       |
| \| Статево-вікова піраміда \| Статево-вікова піраміда \| Статево-вікова піраміда \| \| ----------------------- \| ----------------------- \| ----------------------- \| \| Чоловіки \| Вік \| Жінки \| \| 0 \| 85 + \| 12 \| \| 16 \| 80-84 \| 4 \| \| 28 \| 75-79 \| 12 \| \| 28 \| 70-74 \| 16 \| \| 12 \| 65-69 \| 20 \| \| 8 \| 60-64 \| 12 \| \| 39 \| 55-59 \| 35 \| \| 35 \| 50-54 \| 31 \| \| 24 \| 45-49 \| 28 \| \| 43 \| 40-44 \| 24 \| \| 20 \| 35-39 \| 35 \| \| 47 \| 30-34 \| 31 \| \| 43 \| 25-29 \| 24 \| \| 8 \| 20-24 \| 31 \| \| 20 \| 15-20 \| 12 \| \| 31 \| 10-14 \| 24 \| \| 43 \| 5-9 \| 35 \| \| 31 \| 0-4 \| 24 \| |        |             |       |       |       |       |          |
| Статево-вікова піраміда |        |             |       |       |       |       |          |
| Чоловіки | Вік    | Жінки       |       |       |       |       |          |
| 0 | 85 +   | 12          |       |       |       |       |          |
| 16 | 80-84  | 4           |       |       |       |       |          |
| 28 | 75-79  | 12          |       |       |       |       |          |
| 28 | 70-74  | 16          |       |       |       |       |          |
| 12 | 65-69  | 20          |       |       |       |       |          |
| 8 | 60-64  | 12          |       |       |       |       |          |
| 39 | 55-59  | 35          |       |       |       |       |          |
| 35 | 50-54  | 31          |       |       |       |       |          |
| 24 | 45-49  | 28          |       |       |       |       |          |
| 43 | 40-44  | 24          |       |       |       |       |          |
| 20 | 35-39  | 35          |       |       |       |       |          |
| 47 | 30-34  | 31          |       |       |       |       |          |
| 43 | 25-29  | 24          |       |       |       |       |          |
| 8 | 20-24  | 31          |       |       |       |       |          |
| 20 | 15-20  | 12          |       |       |       |       |          |
| 31 | 10-14  | 24          |       |       |       |       |          |
| 43 | 5-9    | 35          |       |       |       |       |          |
| 31 | 0-4    | 24          |       |       |       |       |          |

## Економіка
2010 року серед 657 осіб працездатного віку (15—64 років) 505 були активними, 152 — неактивними (показник активності 76,9%, у 1999 році було 72,5%). З 505 активних мешканців працювало 460 осіб (249 чоловіків та 211 жінок), безробітними було 45 (23 чоловіки та 22 жінки). Серед 152 неактивних 52 особи були учнями чи студентами, 66 — пенсіонерами, 34 були неактивними з інших причин.

У 2010 році в муніципалітеті числилось 405 оподаткованих домогосподарств, у яких проживали 1041,0 особи, медіана доходів виносила 20 430 євро на одного особоспоживача